# Atomizér
Atomizér je zařízení, které podobně jako aerosolový rozprašovač vytváří aerosol, ale místo stlačeného vzduchu používá mechanickou pumpu. Název je odvozen ze slova atomizace, což znamená drobení, rozdrobení, rozložení na drobné, nepatrné částečky.
Toto označení se rovněž používá pro součástku elektronické cigarety, což je zařízení s funkcí vaporizéru, které je kuřáky používáno místo klasických cigaret.

## Atomizér v elektronické cigaretě
Atomizér v elektronické cigaretě se většinou skládá z topné spirálky vytvořené z drátu o odporu mezi 0,2 až 3 Ω, která se ovíjí kolem savého materiálu (knotu) napuštěného e-liquidem (tekutá náplň obsahující propylenglykol nebo glycerin, další příměsi a různé množství nikotinu). Atomizér je připojen ke kladnému a zápornému pólu baterie e-cigarety a při aktivaci zařízení se drát rychle ohřívá, čímž přeměňuje kapalinu na páru vdechovanou uživatelem. Knot atomizéru bývá vyroben z křemičitých vláken, ale i bavlny, konopí, bambusové příze apod.
Trvanlivost atomizéru v e-cigaretě je omezená a pohybuje se mezi 2 až 6 týdny, někteří výrobci uvádějí výdrž až 3 měsíce. Existují atomizéry typu tzv. DIY („do it yourself“), kdy si jejich části – knot a žhavicí spirálu – uživatel může sám vyměňovat za nové náhradní díly. Pokud v atomizéru dojde nasátý e-liquid a atomizér začne pálit na sucho, vzniká nepříjemný štiplavý dým a trvanlivost součástky se rychle snižuje.

## Druhy atomizéru
Existují dva základní typy atomizérů podle stylu kouření:
- MTL (mouth to lungs) neboli určené na šlukování (jako u klasické cigarety)
- DL (direct lungs) neboli určené pro přímý potah do plic (obdobně jako u vodní dýmky)

Někdy se jako třetí kategorie uvádí CC (Cloudchasing), tento styl kouření má za cíl vytvořit co nejvíce páry, využívá se tedy často na triky s kouřem.
Atomizéry se pak dělí na další dva typy:
- atomizér na tovární hlavy – vyměňuje se celá žhavicí hlava obsahující jak žhavicí spirálku, tak vatu
- DIY (z anglického do it yourself) – je složitější, zde se vkládá zvolená spirálka, do které se provleče vata. Tento styl je pro zkušenější e-kuřáky a poskytuje lepší chuť a je levnější než tovární hlavy

DIY atomizéry pak můžeme rozdělit na další tři typy, a to:
- RDA – (rebuildable dripping atomizer) – tento atomizér nemá nádržku na e-liquid a ten se tedy musí nakapávat vždy po pár potazích. Tyto atomizéry mají většinou možnost „Squonku“, což znamená, že v konektoru je malý otvor. V zařízení je gumová lahvička, po jejímž zmáčknutí se liquid doplní zespodu. Tyto atomizéry nabízejí nejlepší chuť
- RTA – (rebuildable tank atomizer) – klasický atomizér, který má nádržku na e-liquid a ten se otvory vsakuje do vaty, ze které se pak odpařuje; tento typ atomizéru je nejpoužívanější
- RDTA – (rebuildable driping tank atomizer) – je kombinací RDA a RTA atomizéru. Nádržka je uložená ve spodu atomizéru a podtlakem se vtahuje do žhavicí spirálky v horní části atomizéru

Existuje více typů atomizérů v závislosti na tom, jaké mají vlastnosti, tj. jak jsou různě upraveny. Zásadní funkce vždy zůstává stejná, tj. vytváření dýmu. Atomizér s velkou nádobou pro náplň, tzv. tankem, se nazývá giantomizér nebo také liquinátor. Tzv. cartomizér v sobě spojuje cartrige a atomizér, které tak tvoří jeden celek. To znamená, že e-cigareta se pak neskládá ze tří částí jako klasická e-cigareta (atomizér, cartrige, baterie), ale pouze dvou. Cartomizéry jsou modernější a také úspornější. S výměnou cartomizéru uživatel mění současně i atomizér, což udržuje elektronickou cigaretu dostatečně dýmivou. Clearomizér označuje typ atomizéru, který je průhledný. Nemusí být průhledný celý, často obsahuje jen průhledné části a zbytek součástky je proveden například ve stříbrné, ocelové nebo černé barvě. Pro uživatele je nutné ověřit kompatibilitu určitého atomizéru s baterií, aby byl přístroj po smontování součástek funkční.

## Srovnání 3 základních druhů atomizérů
Klasický atomizér má jednoduchou konstrukci a jeho plnění je snadné. Stav kapaliny v něm je však obtížně kontrolovatelný. Zpravidla je také náročné tuto součástku rozebrat a vyměnit náhradní díly. Cartomizéry obsahují již zmíněný válcový zásobník e-liquidu a jsou také doplněny o materiál zvaný polyfil, který nasává kapalinu a umožňuje delší dobu kouření. Cartomizér lze poměrně snadno upravovat. U clearomizéru je díky jeho průhlednosti velmi snadné kontrolovat hladinu kapaliny. Průhledná část clearomizéru bývá vyrobena z plastového nebo pyrexového materiálu. Některé modely mohou být uživatelem upraveny.